# Erlinsbach AG
| AG ist das Kürzel für den Kanton Aargau in der Schweiz. Es wird verwendet, um Verwechslungen mit anderen Einträgen des Namens Erlinsbach zu vermeiden. |

Erlinsbach (schweizerdeutsch: ˈæːrliʃˌpɑχ) ist eine Einwohnergemeinde im Schweizer Kanton Aargau. Sie gehört zum Bezirk Aarau und liegt am Erzbach. Dieser bildet zugleich die Grenze zu Erlinsbach SO im Kanton Solothurn.

## Geographie

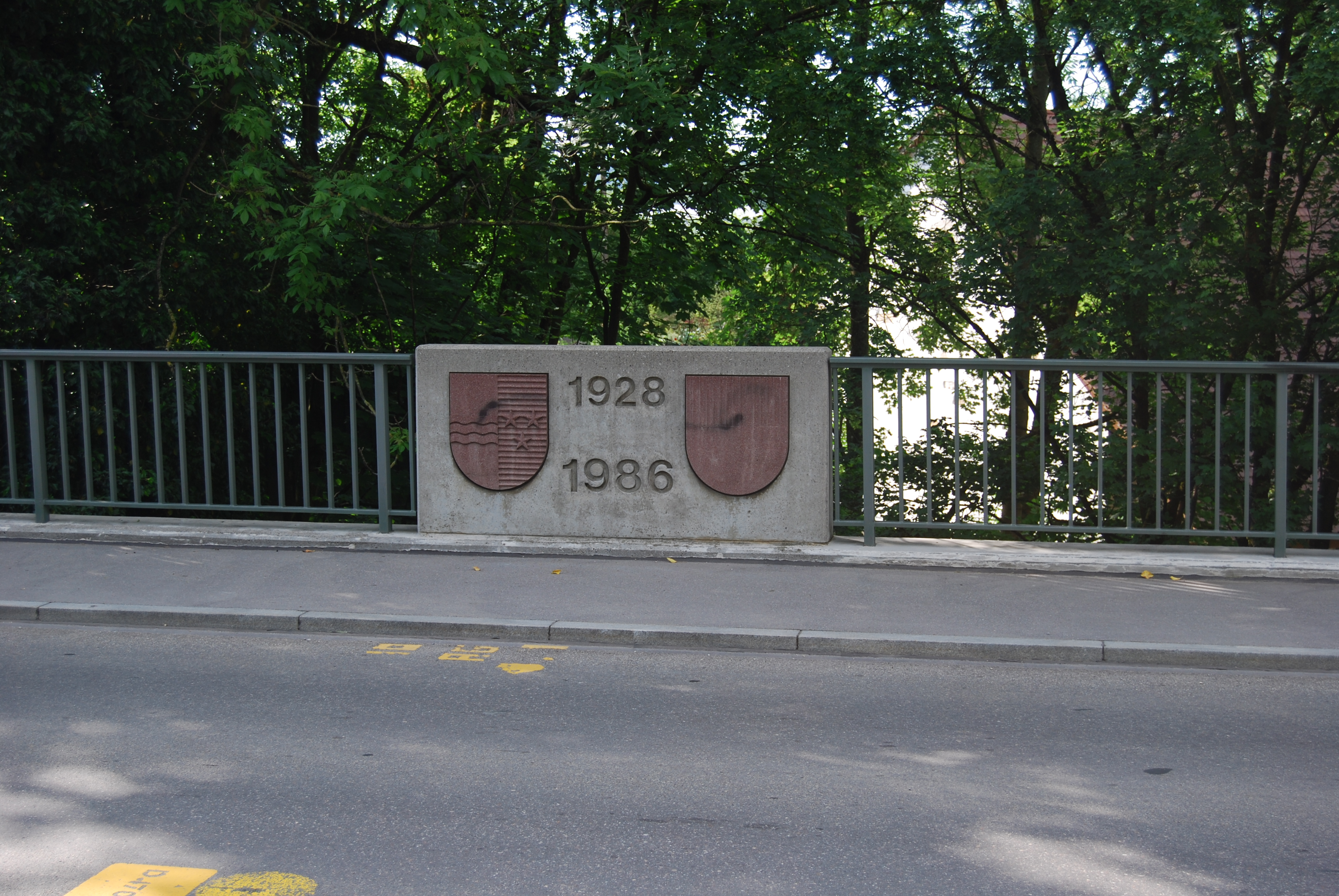
Brücke über den Erzbach, Grenze zwischen dem aargauischen und dem solothurnischen Erlinsbach

Die nördliche Gemeindegrenze erstreckt sich dem Hauptkamm des Faltenjuras entlang, zwischen der Wasserflue (866 m ü. M.) im Nordosten und der Geissflue (963 m ü. M.) im Nordwesten. Ein Nebengipfel der Geissflue, der Geissfluegrat, ist mit einer Höhe von 908 Metern die höchste Erhebung des Kantons Aargau. Zwischen Wasserflue und Geissflue liegt die Salhöhe; dieser 779 Meter hohe Passübergang führt ins Tal des Bruggbachs, ein Seitental der Sissle.
Südlich der Salhöhe entspringt der Erzbach. Kurz nach der Einmündung des Zwiselbachs fliesst er durch eine enge Klus zwischen der Egg (776 m ü. M.) im Osten und dem Gugen (805 m ü. M.) im Westen, die zur südlichsten Kette des Faltenjuras gehören. Im weiteren Verlauf bildet der Erzbach auf einer Länge von mehr als vier Kilometern die Kantonsgrenze, bis kurz vor der Mündung in die Aare. Der Erzbach trennt auch das aargauische vom solothurnischen Erlinsbach. Beide Gemeinden bilden zusammen eine zusammenhängende Siedlung mit über 7500 Einwohnern. Unterhalb der Wasserflue befindet sich der Weiler Hard (675 m ü. M.), in der Erzbachklus der Weiler Breitmis (475 m ü. M.).
Die Fläche des Gemeindegebiets beträgt 986 Hektaren, davon sind 531 Hektaren mit Wald bedeckt und 135 Hektaren überbaut. Der höchste Punkt liegt auf 908 Metern auf dem Geissfluegrat, der tiefste auf 370 Metern im Südosten unweit der Aare. Nachbargemeinden sind Oberhof im Norden, Küttigen im Osten, Aarau im Südosten, Erlinsbach SO im Westen und Kienberg im Nordwesten.

## Geschichte

Luftbild (1953)

Einzelne Funde deuten auf eine Besiedlung des Erzbachtals während der Bronzezeit und der Herrschaft der Römer hin. Im Jahr 1173 erfolgte die erste urkundliche Erwähnung von Arnlesbah, als Kaiser Friedrich Barbarossa, der sich damals in Basel aufhielt, dem Stift Beromünster seine Besitzungen bestätigte. Der Ortsname geht auf das althochdeutsche Arinlinesbah zurück und bedeutet «Bach des Arinlin». Im Mittelalter bildete der Erzbach die Grenze zwischen dem Frickgau und dem Buchsgau. Der Dinghof mit Zwing und Bann gehörte dem Kloster Einsiedeln und gelangte 1349 in den Besitz des Klosters Königsfelden. Die Herren von Kienberg, die den Habsburgern unterstellt waren, übten die Blutgerichtsbarkeit aus. 1351 traten sie ihre Rechte und Güter ebenfalls an Königsfelden ab. Das Dorf gehörte daraufhin zusammen mit Biberstein und Küttigen zum Amt Biberstein. Bis Ende des 14. Jahrhunderts bestand auf dem heutigen Gemeindegebiet die Siedlung Edliswil, die allerdings nicht mehr lokalisiert werden kann.
Die Blutgerichtsbarkeit kam 1417 an die Stadt Aarau und 1454 an die Johanniterkommende in Biberstein. Um 1500 entstand der Weiler Hard. Im Jahr 1535 zwang die Stadt Bern die Johanniter zum Verkauf ihrer Besitzungen. Solothurn hatte in der Zwischenzeit die westliche Seite des Tals erworben. Nachdem Bern 1528 zur Reformation übergetreten war, wurde der Erzbach eine konfessionelle Grenze, da Solothurn katholisch blieb. Das aargauische Erlinsbach besass damals keine eigene Kirche. Da Bern das Recht besass, in der Kirche im solothurnischen Teil von Erlinsbach den Pfarrer einzusetzen, versuchte es nach 1528, dort einen reformierten Pfarrer einzusetzen. Dies führte zu langwierigen Streitereien im Dorf, die erst 1565 durch den Bau der reformierten Kirche entschärft werden konnten. Der Wynigervertrag regelte 1665 die endgültige politische Teilung zwischen Bern und Solothurn. Oft spuckten sich Katholiken und Reformierte gegenseitig an; daraus entstand der Spottname «Speuz» (Spucke) für Erlinsbach, der heute noch im Alltag und besonders während der Fasnacht verwendet wird.
Im März 1798 nahmen die Franzosen die Schweiz ein, entmachteten die «Gnädigen Herren» von Bern und riefen die Helvetische Republik aus. Erlinsbach gehört seither zum Kanton Aargau. 1910 wurde das Lungensanatorium auf der Barmelweid eröffnet, die heutige kantonale Rehabilitationsklinik. In den 1970er Jahren begannen die Erlinsbacher beider Kantone, ihre jahrhundertelangen Gegensätze abzubauen und enger miteinander zu kooperieren. So wurde zum Beispiel eine gemeinsame Kreisschule eröffnet, in der heute die Schulkinder aus beiden Gemeinden unterrichtet werden. Auch Feuerwehr und Zivilschutz werden gemeinsam geführt.

## Sehenswürdigkeiten

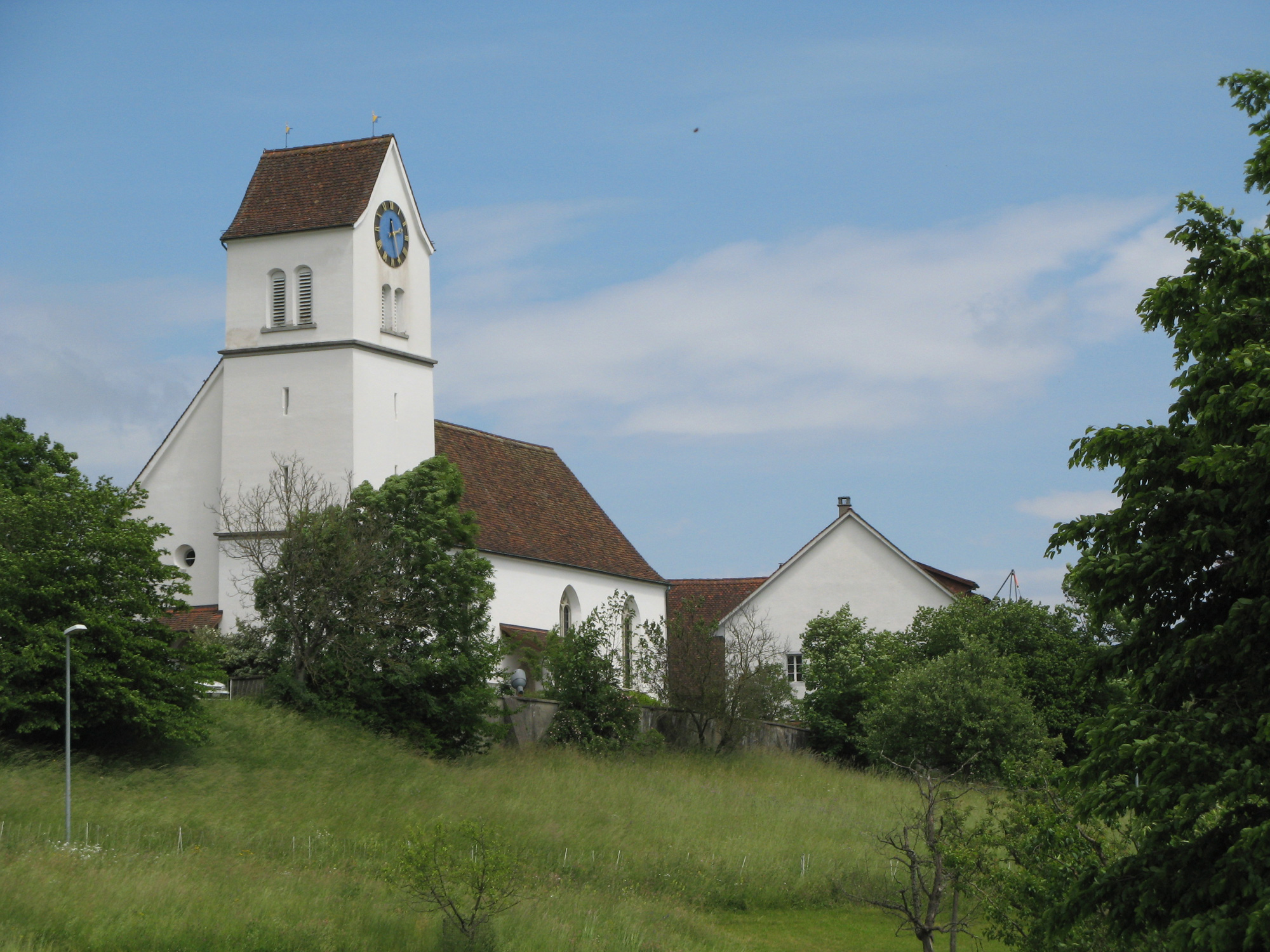
Reformierte Kirche

Die Reformierte Kirche Erlinsbach entstand im Jahr 1565. Das im spätgotischen Stil errichtete rechteckige Bauwerk mit Käsbissenturm steht am Südhang eines vorgelagerten Hügelsporns, inmitten des Friedhofs. Es ist die erste Kirche auf dem Gebiet des heutigen Kantons Aargau, die ohne Chor erbaut wurde. Die 1964/65 vergrösserte Kirche bildet zusammen mit dem Pfarrhaus (1565) und der Pfarrscheune (1765) eine Baugruppe.

## Wappen
Die Blasonierung des Gemeindewappens lautet: «Durch weissen Schrägfluss geteilt von Gelb mit schwarzem Schräglinksbalken und von Blau mit fünfstrahligem weissen Stern.» Das erste Gemeindewappen zeigte in Blau einen weissen Schrägfluss, oben mit drei sechsstrahligen weissen Sternen, unten mit einem grünen Dreiberg. In heraldischer Hinsicht konnte dieses Wappen nie überzeugen und wurde 1948 durch das heute verwendete ersetzt. Der Schräglinksbalken erinnert an die Herren von Kienberg.

## Bevölkerung
Die Einwohnerzahlen entwickelten sich wie folgt:
| Jahr      | 1764 | 1803 | 1850 | 1900 | 1930 | 1950 | 1960 | 1970 | 1980 | 1990 | 2000 | 2010 | 2020 |
| Einwohner | 433  | 523  | 930  | 1161 | 1383 | 1679 | 1940 | 2690 | 3046 | 3281 | 3286 | 3580 | 4400 |

Am 31. Dezember 2023 lebten 4563 Menschen in Erlinsbach, der Ausländeranteil betrug 19 %. Bei der Volkszählung 2015 bezeichneten sich 34,5 % als reformiert und 26,4 % als römisch-katholisch; 39,1 % waren konfessionslos oder gehörten anderen Glaubensrichtungen an. 90,3 % gaben bei der Volkszählung 2000 Deutsch als ihre Hauptsprache an, 2,7 % Serbokroatisch, 1,7 % Italienisch, 0,9 % Albanisch, 0,7 % Französisch und 0,6 % Türkisch.

## Politik und Recht
Die Versammlung der Stimmberechtigten, die Gemeindeversammlung, übt die Legislativgewalt aus. Ausführende Behörde ist der fünfköpfige Gemeinderat. Er wird im Majorzverfahren vom Volk gewählt, seine Amtsdauer beträgt vier Jahre. Der Gemeinderat führt und repräsentiert die Gemeinde. Dazu vollzieht er die Beschlüsse der Gemeindeversammlung und die Aufgaben, die ihm vom Kanton zugeteilt wurden. Für Rechtsstreitigkeiten ist in erster Instanz das Bezirksgericht Aarau zuständig. Erlinsbach gehört zum Friedensrichterkreis I (Aarau).

## Wirtschaft

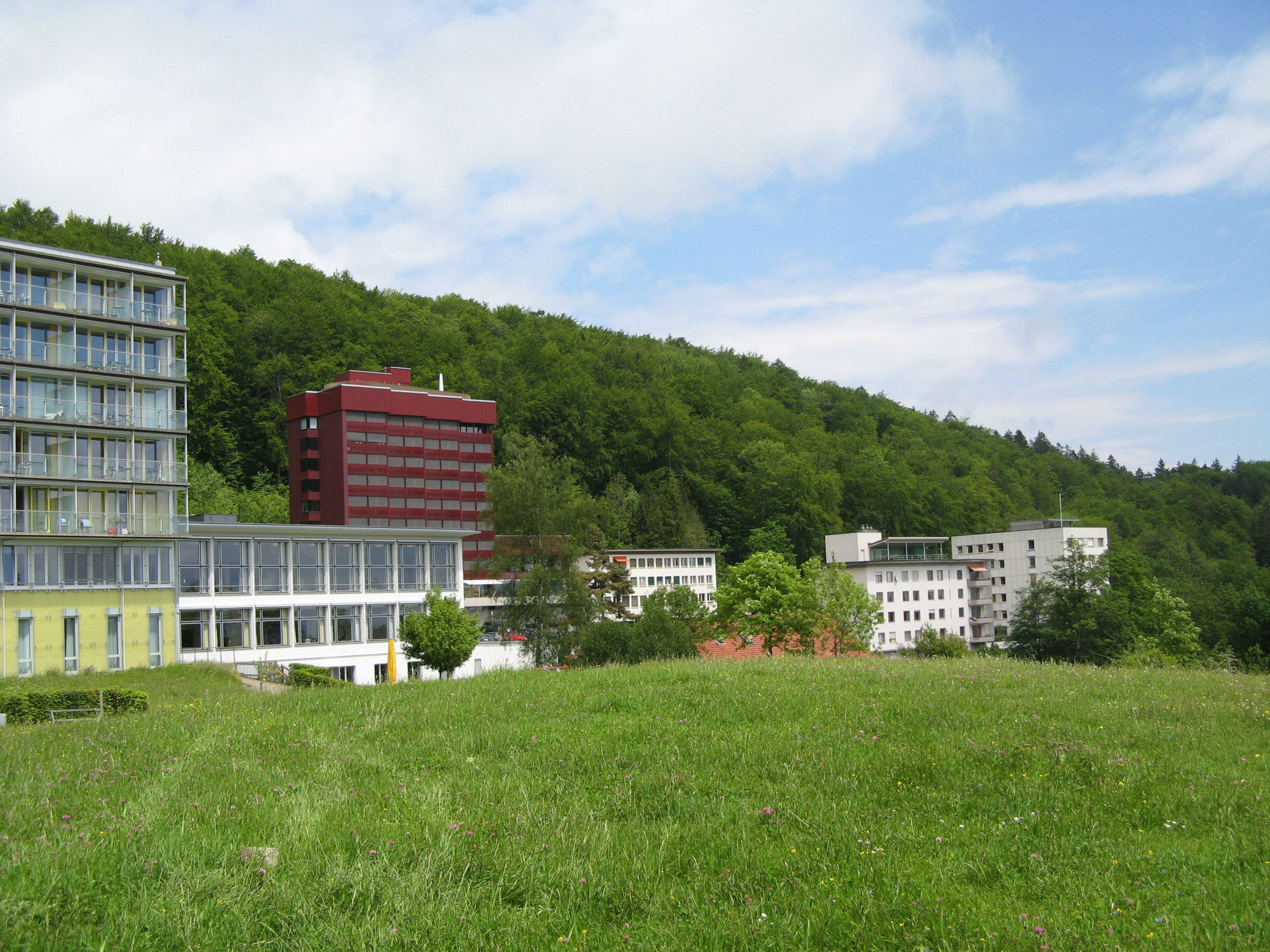
Klinik Barmelweid

In Erlinsbach gibt es gemäss der im Jahr 2015 erhobenen Statistik der Unternehmensstruktur (STATENT) rund 960 Arbeitsplätze, davon 6 % in der Landwirtschaft, 8 % in der Industrie und 86 % im Dienstleistungssektor. Erlinsbach ist eine Wohngemeinde ohne grössere Industriebetriebe, die meisten Erwerbstätigen pendeln in die Nachbarstadt Aarau. Die Gemeinde verfügt über eine grössere Anzahl von Landwirtschaftsbetrieben, vor allem im Weiler Hard und auf verschiedenen Aussenhöfen. Auf einigen Hektaren der Gemeindefläche wird Weinbau betrieben. Drei Kilometer nordwestlich des Dorfzentrums, auf einer Höhe von 770 Metern, befindet sich die Klinik Barmelweid mit 190 Betten. Auf halbem Weg dorthin befindet sich das früher bekannte Heilbad Laurenzenbad, heute ein Pflegeheim.

## Verkehr
Erlinsbach liegt an der Kantonsstrasse 536, der südlichen Anfahrt zur Salhöhe, über die man nach Frick und Gelterkinden gelangt. Im Dorfzentrum zweigt die Kantonsstrasse 266 in Richtung Olten ab. Der Autobahnanschluss A1 ist 8 km entfernt.
Das Dorf wird durch zwei Buslinien erschlossen des Busbetriebs Aarau, und der Gesellschaft BOGG. Auf der Salhöhe endet die Postautolinie aus Richtung Gelterkinden:
- 2 Barmelweid – Erlinsbach Oberdorf – Aarau Bahnhof – Rohr Unterdorf
- 519 Schönenwerd Bahnhof – Niedergösgen – Erlinsbach – Stüsslingen – Lostorf Mineralquelle (– an Sonntagen bis Bahnhof Olten)
- Ab Salhöhe an Sonntagen: 102 (Salhöhe) – Kienberg – Anwil – Rothenfluh – Hemmiken – Ormalingen – Gelterkinden

Erlinsbach ist auch an das Nachtnetz angebunden. Mit zwei Nachtbuslinien erreicht man die Bahnhöfe Olten und Aarau:
- N22 Rohr Unterdorf – Aarau Bahnhof – Erlinsbach Oberdorf
- N57 Olten – Winznau – Obergösgen – Lostorf – Stüsslingen – Erlinsbach Dorfplatz – Niedergösgen – Schönenwerd Bahnhof – Niedergösgen – Obergösgen – Winznau – Olten

## Bildung
Die Gemeinde bildet seit 1979 zusammen mit Erlinsbach SO einen Zweckverband zum Betrieb einer grenzübergreifenden Kreisschule, in welcher alle Kindergärten, Primarschulen (bis und mit 6. Schuljahr) sowie die Oberstufenzüge der Real- und Sekundarschule zusammengefasst sind. Diese Schule untersteht aargauischem Recht, unterrichtet wird nach Aargauer Lehrplan. Die nächstgelegenen Gymnasien sind die Alte Kantonsschule und die Neue Kantonsschule, beide in Aarau.

## Persönlichkeiten
- Gottfried Roth (1853–1883), Afrikareisender, Sprachlehrer, Autor und Inspektor in Darfur
- Johann Melchior Schuler (1779–1859), evangelischer Geistlicher und Heimatforscher
- Heinrich Bircher (1868–1927), Unternehmer
- Hans Roth (1913–2003), Politiker

## Bilder

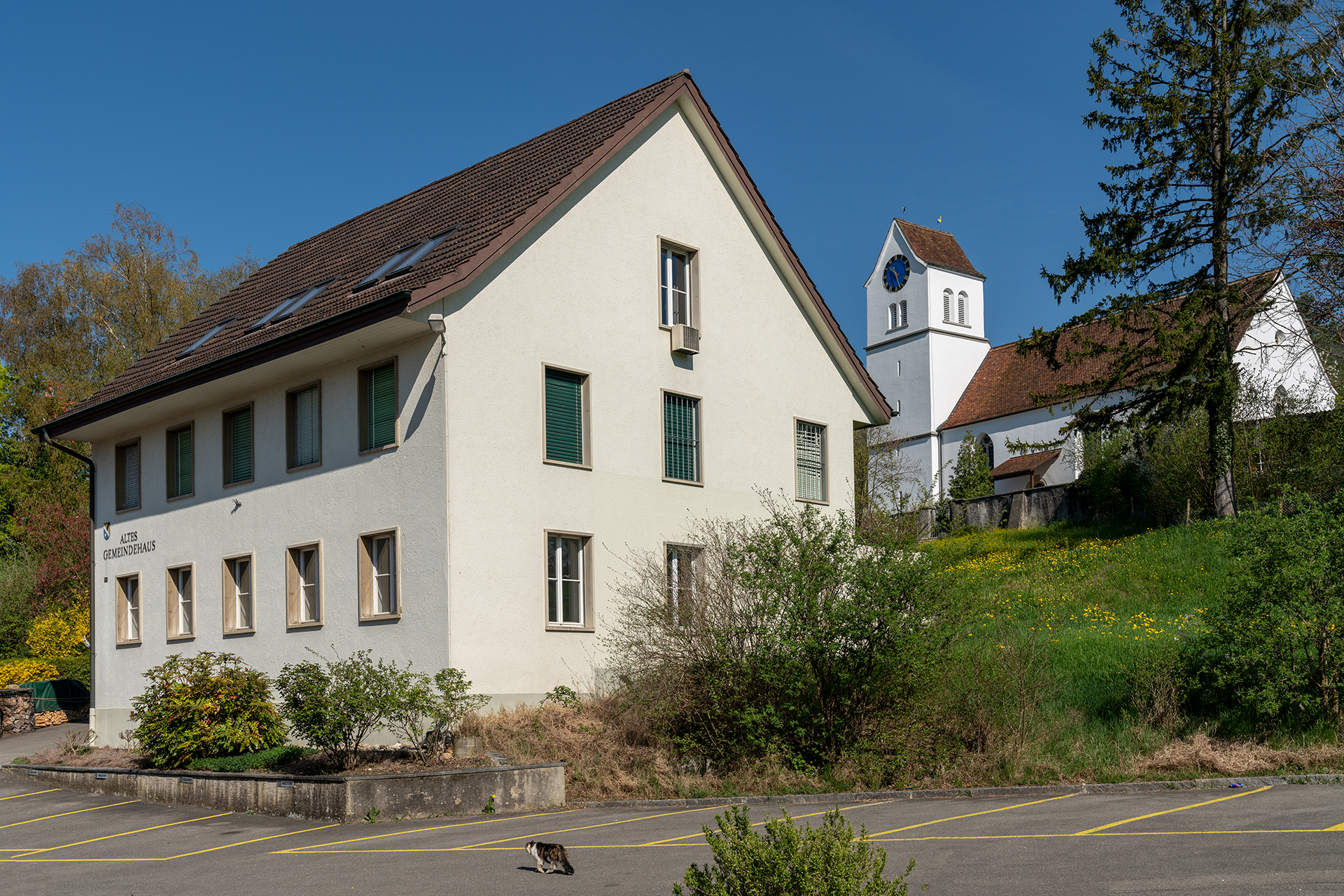
Altes Gemeindehaus
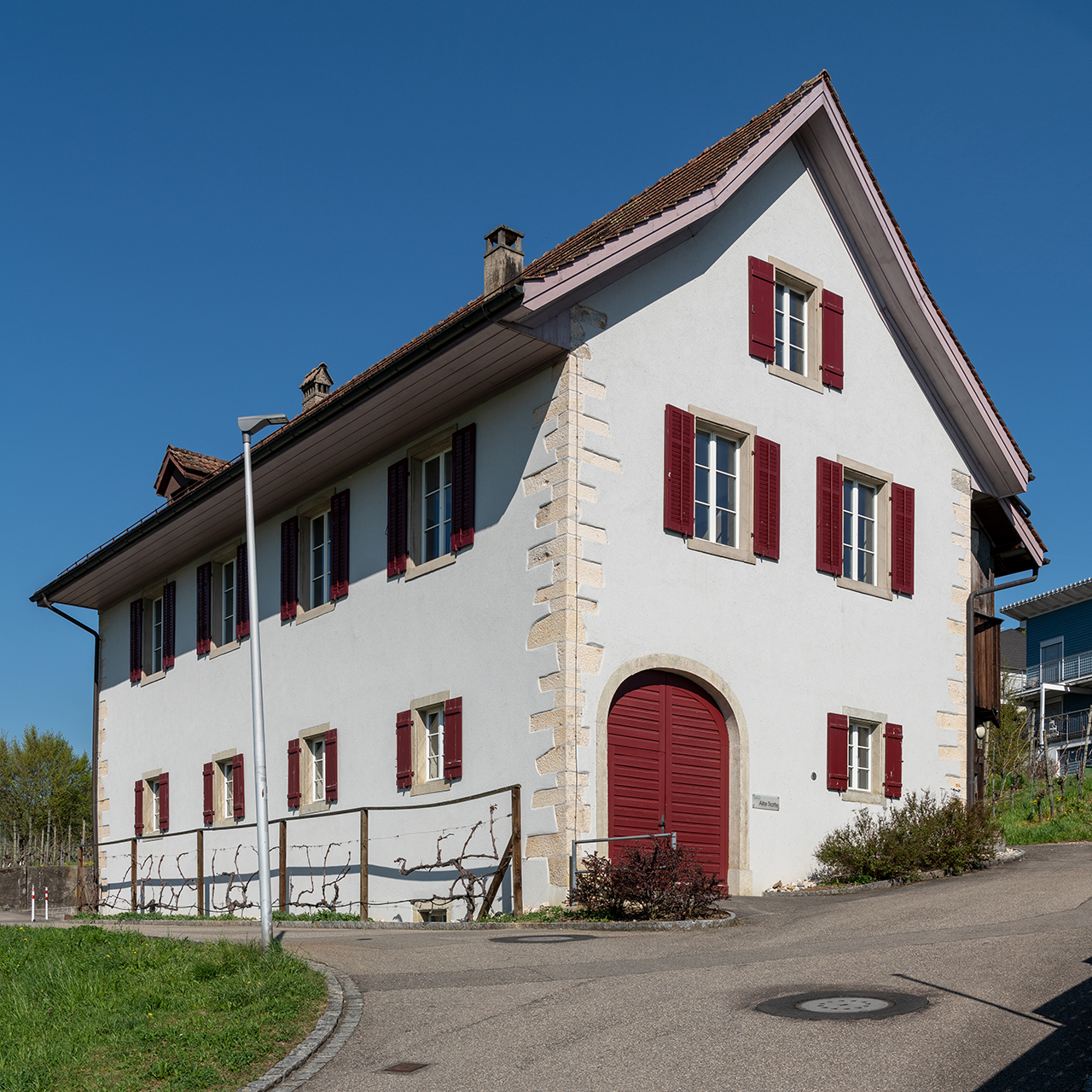
Ehemalige Trotte
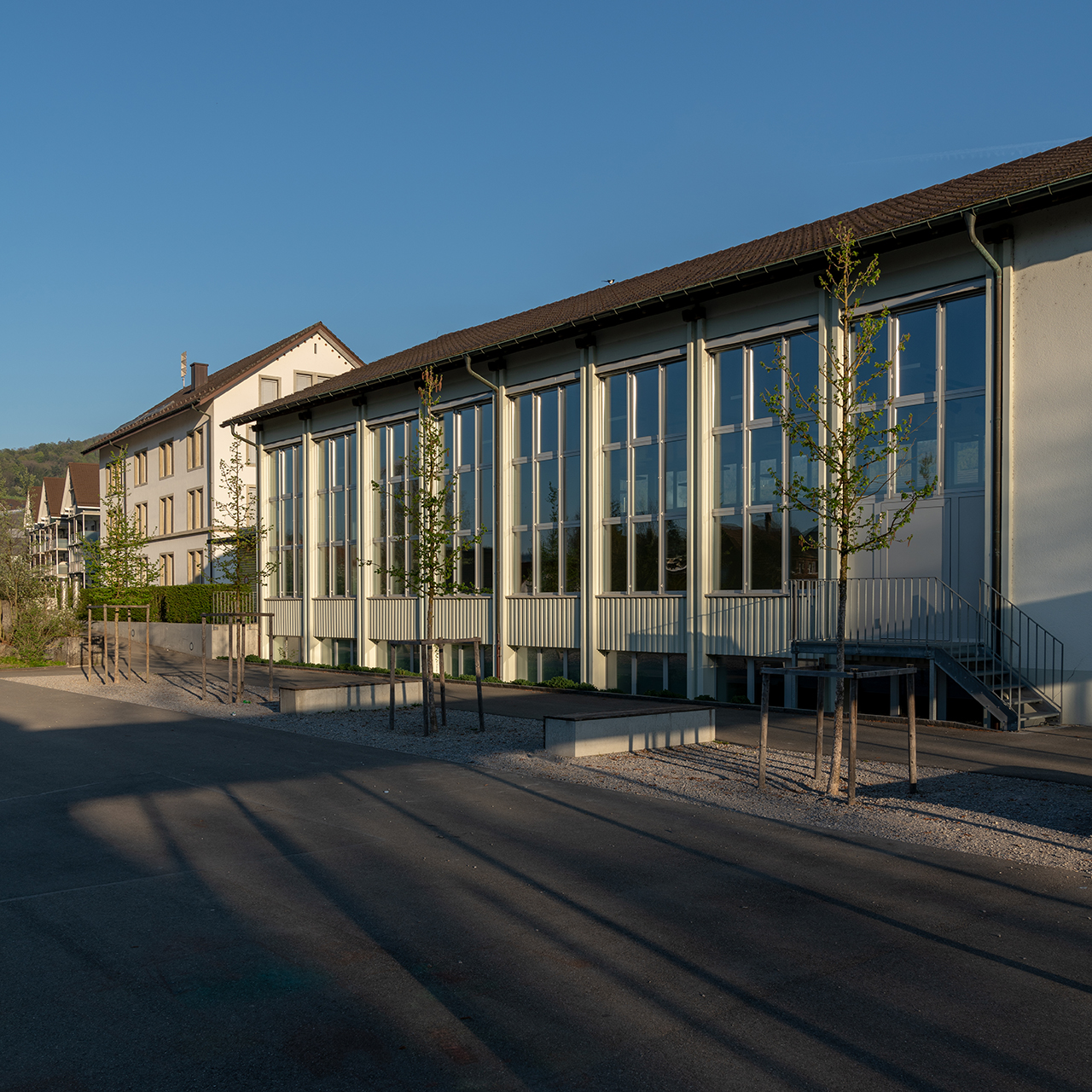
Schulhaus und Turnhalle
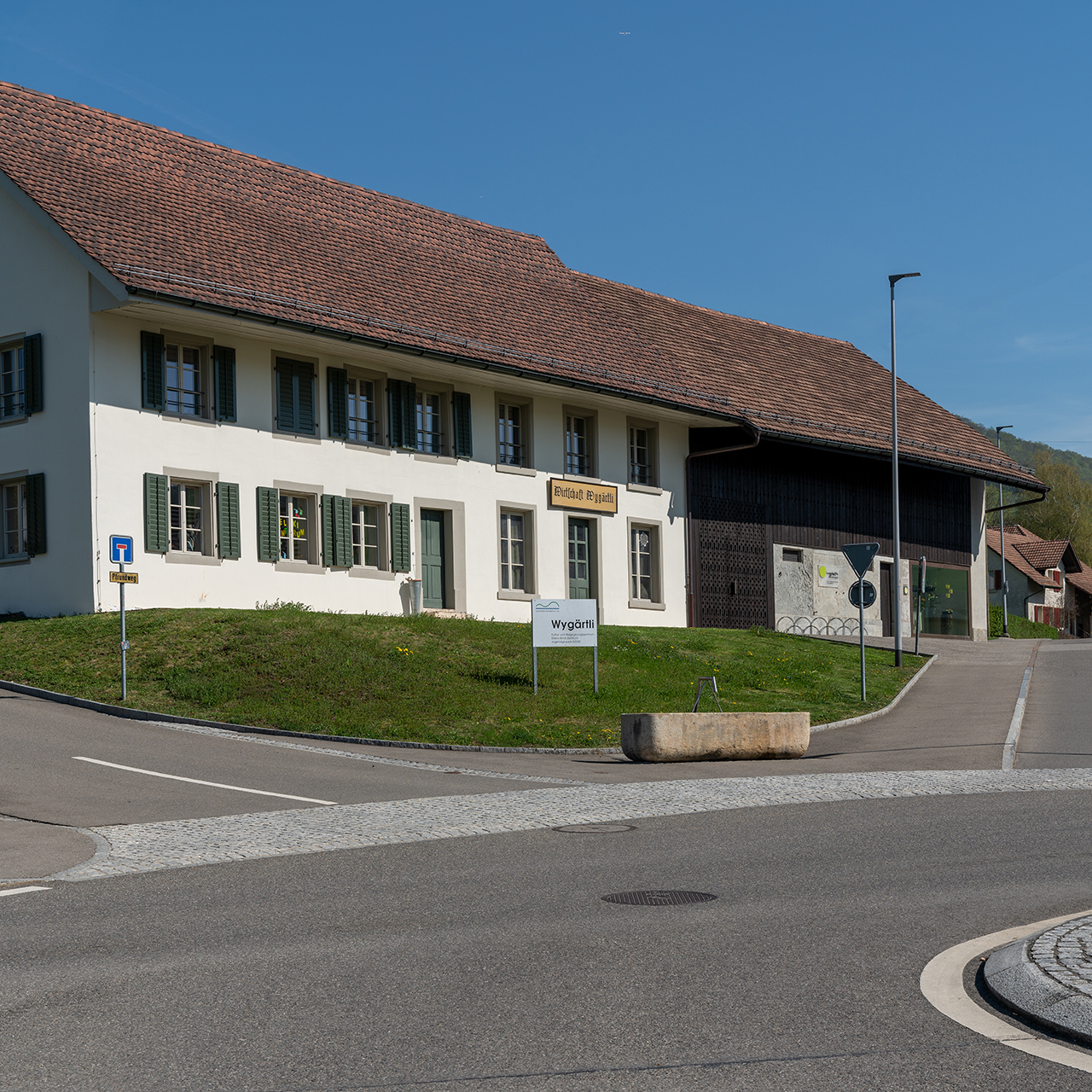
Ehemalige Wirtschaft Wygärtli
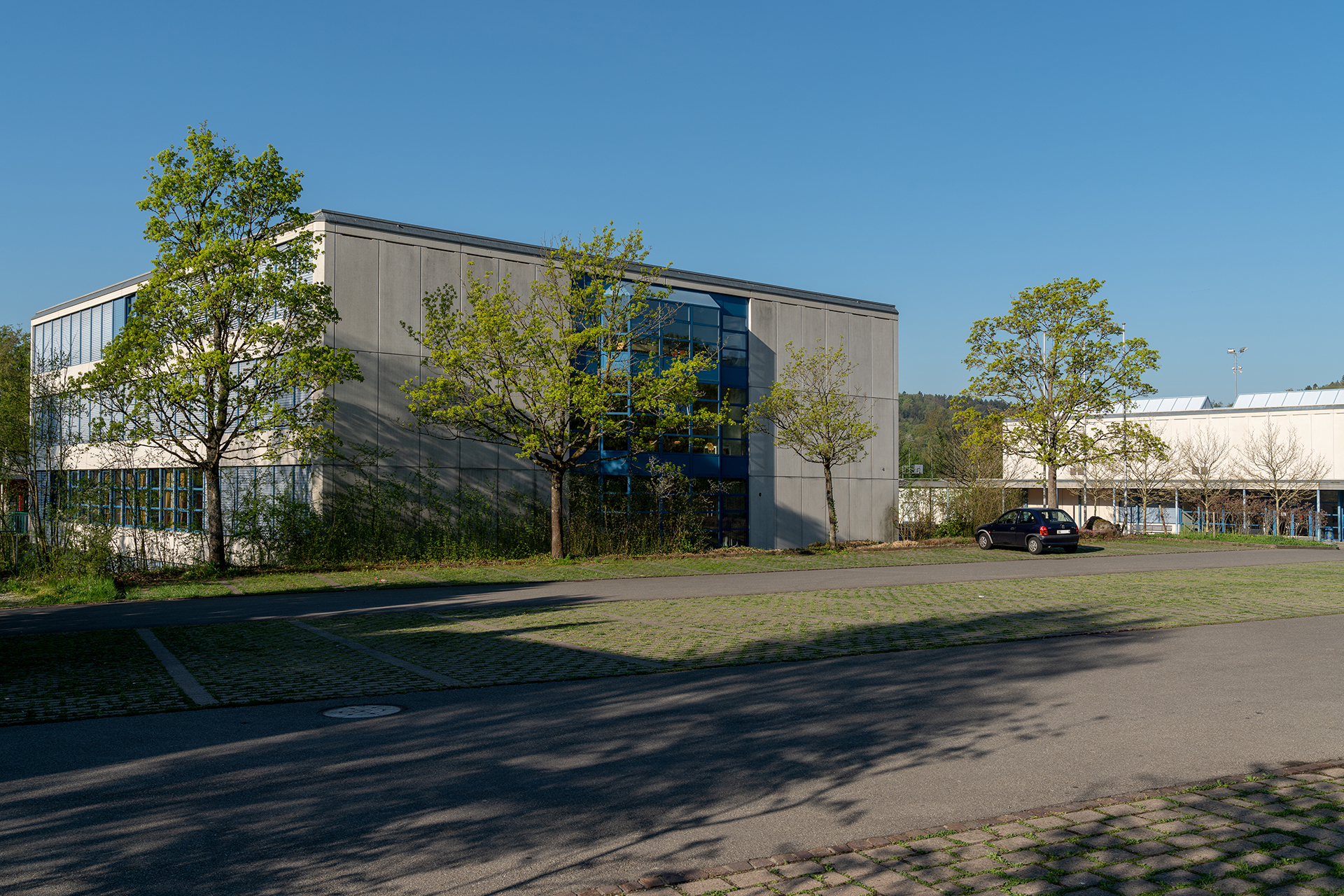
Schulanlage Bläuen
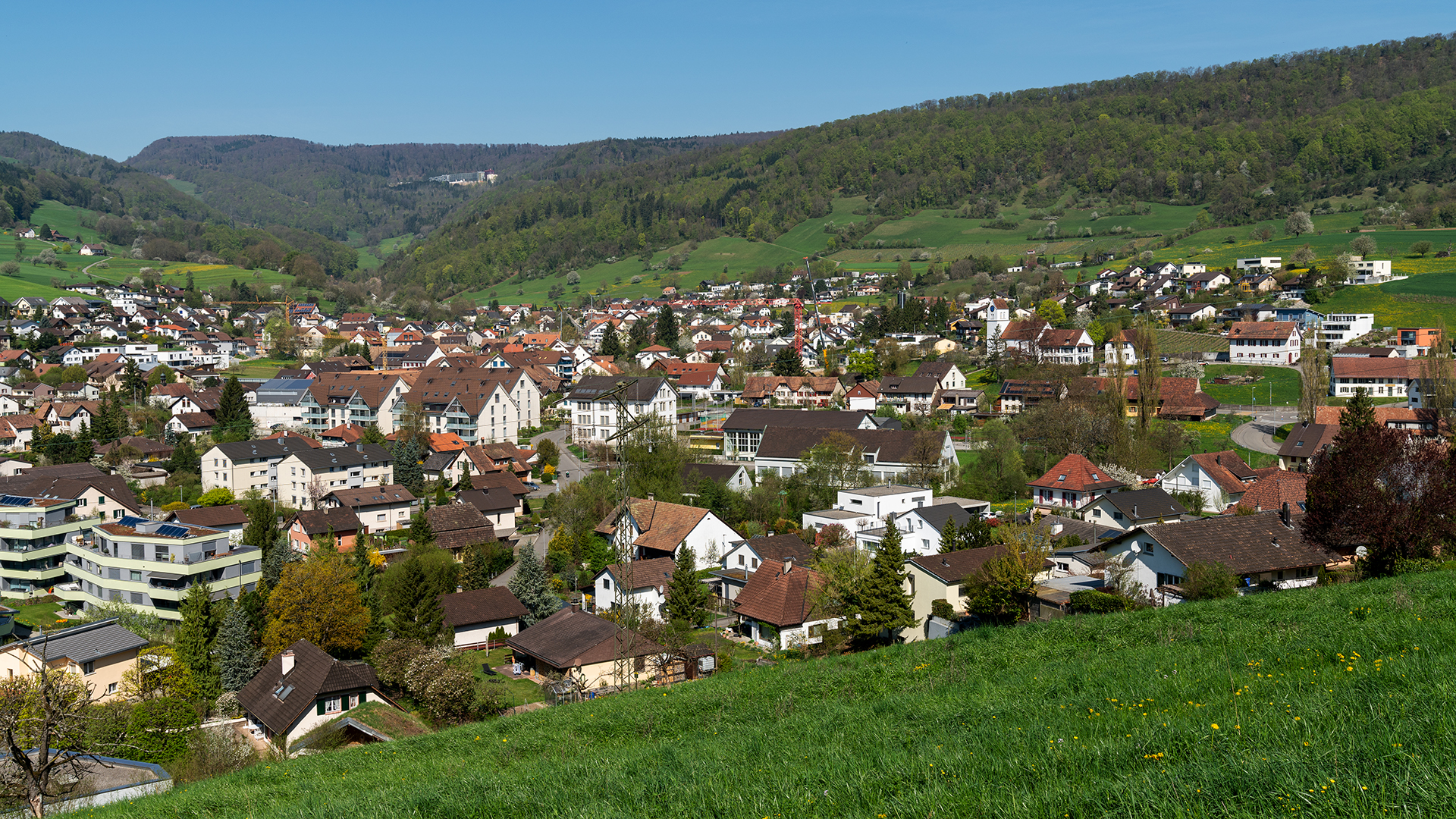
Der ältere Dorfteil von Erlinsbach AG